# Медаль Ковалевського
Медаль імені Олександра Онуфрійовича Ковалевського — медаль Санкт-Петербурзького товариства дослідників природи, якою нагороджуються вчені, що зробили видатний внесок у біологію розвитку, ембріологію тварин. Нагорода є міжнародною і вручається раз на рік.

## Історія

### Заснування
Імператорське Санкт-Петербурзьке товариство дослідників природи, яке було засновано при Санкт-Петербурзькому університеті у 1868 році, заснувало міжнародну премію імені видатного ембріолога Олександра Онуфрійовича Ковалевського. Премія являла собою медаль і грошову винагороду у сумі 250 рублів. Макет медалі у вигляді плакети розробив старший медальєр Монетного двору Петро Григорович Стадницький (1853—після 1916). На аверсі медалі знаходився портрет Ковалевського, а на реверсі - морське дно із різними безхребетними тваринами, яких вивчав вчений. Але через першу світову війну, падіння Російської імперії і громадянську війну нагородження не відбулося.

### 1940-ві
Перед радянсько-німецькою війною премію вирішили відновити. Проте медалі знайти не вдалося. Премію у розмірі 5000 рублів було вручено всього двічі: у 1940 і 1941 роках. Першим її лауреатом став Борис Балінський. І знову війна перервала традицію.

### Сучасний етап
У 2000 році зразок медалі знайшли в нумізматичній колекції Ермітажу. На Монетному дворі також було знайдено форми для відливки плакети. Таким чином з 2001 року на честь сторіччя від дня смерті Олександра Ковалевського премію і медаль почали вручати щорічно за успіхи в галузі порівняльної зоології і ембріології дослідникам, що зробили суттєвий внесок у сучасні уявлення про філогенію тварин.

## Положення про медаль
Медаль присуджується щорічно в листопаді Вченою радою товариства. 

## Список нагороджених
- 2001: Дональд Томас Андерсон (Австралія), Клаус Зандер (Німеччина), Ольга Іванова-Казас (Росія), Клаус Нільсен (Данія), Руперт Рідль (Австрія), Рудольф Рефф, Гарі Фрімен (США)
- 2002: Ерік Девідсон (США)
- 2003: Вальтер Герінг (Німеччина)
- 2004: Скотт Гілберт (США)
- 2006: Пітер Холланд (Велика Британія)
- 2007: Майкл Ейкем (Велика Британія)
- 2008: Шон Керролл (США)
- 2009: Марк Мартиндейл (США) [1]